# ЮАР на летних Олимпийских играх 2024

## Квалификация
| № п/п | Вид спорта                  | Мужчины        | Мужчины                | Женщины        | Женщины                | Всего          | Всего                  |
| № п/п | Вид спорта                  | Завоевано квот | Количество спортсменов | Завоевано квот | Количество спортсменов | Завоевано квот | Количество спортсменов |
| ----- | --------------------------- | -------------- | ---------------------- | -------------- | ---------------------- | -------------- | ---------------------- |
| 1     | Академическая гребля        | 1              | 2                      | 1              | 1                      | 2              | 3                      |
| 2     | Борьба                      | 1              | 1                      |                |                        | 1              | 1                      |
| 3     | Велоспорт                   | 2              | 2                      | 3              | 3                      | 5              | 5                      |
| 4     | Спортивная гимнастика       |                |                        | 1              | 1                      | 1              | 1                      |
| 5     | Гребля на байдарках и каноэ | 1              | 2                      | 1              | 2                      | 2              | 4                      |
| 6     | Конный спорт                |                |                        |                |                        | 1              | 1                      |
| 7     | Лёгкая атлетика             | 9              | 8                      | 5              | 5                      | 14             | 13                     |
| 8     | Плавание                    | 6              | 3                      | 6              | 5                      | 12             | 8                      |
| 9     | Прыжки в воду               |                |                        | 1              | 1                      | 1              | 1                      |
| 10    | Регби-7                     |                |                        | 1              | 12                     | 1              | 12                     |
| 11    | Сёрфинг                     | 2              | 2                      | 1              | 1                      | 3              | 3                      |
| 12    | Спортивное скалолазание     | 2              | 2                      | 2              | 2                      | 4              | 4                      |
| 13    | Стрельба из лука            | 1              | 1                      |                |                        | 1              | 1                      |
| 14    | Хоккей на траве             | 1              | 16                     | 1              | 16                     | 2              | 32                     |
|       | ИТОГО                       | 26             | 39                     | 23             | 49                     | 50             | 89                     |

## Медали
| Медаль | Спортсмен(ы) | Вид спорта | Дисциплина | Дата |
| ------ | ------------ | ---------- | ---------- | ---- |

| Вид спорта | 1 | 2 | 3 | Всего |

| Медали по датам | Медали по датам | Медали по датам | Медали по датам | Медали по датам | Медали по датам |
| --------------- | --------------- | --------------- | --------------- | --------------- | --------------- |
| Дата            | 1               | 2               | 3               | Всего           |                 |

## Состав команды
Академическая гребля
1. Квота1
2. Квота2
3. Квота1

 Борьба
Вольная борьба
1. Николас де Ланге[англ.]*

Велоспорт
 Шоссейный велоспорт
1. Квота1
2. Квота1
3. Квота2

 Маунтинбайк
1. Квота1
2. Квота1

Гимнастика
 Спортивная гимнастика
1. Кейтлин Роскрантц[англ.]

Гребля на байдарках и каноэ
 Гребля на гладкой воде
1. Квота1
2. Квота2
3. Квота1
4. Квота2

 Конный спорт
1. Квота1

 Лёгкая атлетика
1. Акани Симбайн[англ.]
2. Люксоло Адамс[англ.]
3. Уэйд ван Никерк
4. Закити Нене[англ.]
5. Цепо Цит[англ.]
6. Адриан Вилдсхютт[англ.]
7. Стивен Мокока
8. Йован ван Вюрен[англ.]
9. Прюденс Секгодисо[англ.]
10. Марион Фури[англ.]
11. Герда Штейн[англ.]
12. Киан Олдноу[англ.]
13. Ирветт ван Зейл

 Плавание
1. Квота1
2. Квота2
3. Квота3
4. Квота1
5. Квота2
6. Квота3
7. Квота4
8. Амика де Ягер[англ.]

 Прыжки в воду
1. Квота1

 Регби-7
1. Квота1
2. Квота2
3. Квота3
4. Квота4
5. Квота5
6. Квота6
7. Квота7
8. Квота8
9. Квота9
10. Квота10
11. Квота11
12. Квота12

 Сёрфинг
1. Джорди Смит[англ.]
2. Мэттью Макджилврей[англ.]
3. Сара Баум[англ.]

 Спортивное скалолазание
1. Мел Янс ван Ренсбург[англ.]
2. Джошуа Брюинз[англ.]
3. Лорен Мухейбир[англ.]
4. Аня Холдер[англ.]

 Стрельба из лука
1. Маркус Д’Алмейда

 Хоккей на траве
1. Квота1
2. Квота2
3. Квота3
4. Квота4
5. Квота5
6. Квота6
7. Квота7
8. Квота8
9. Квота9
10. Квота10
11. Квота11
12. Квота12
13. Квота13
14. Квота14
15. Квота15
16. Квота16
17. Квота1
18. Квота2
19. Квота3
20. Квота4
21. Квота5
22. Квота6
23. Квота7
24. Квота8
25. Квота9
26. Квота10
27. Квота11
28. Квота12
29. Квота13
30. Квота14
31. Квота15
32. Квота16

## Академическая гребля
ЮАР завоевала одну квоту на участие в соревнованиях по академической гребле на Чемпионате мира по академической гребле 2023 года в Белграде, Сербия и одну на Африканской квалификационной регате 2023 года в Тунисе.
Мужчины
| Спортсмен | Дисциплина       | Заезд | Заезд | Утеш. заезд | Утеш. заезд | Полуфиналы | Полуфиналы | Финалы | Финалы |
| Спортсмен | Дисциплина       | Время | Место | Время       | Место       | Время      | Место      | Время  | Место  |
| --------- | ---------------- | ----- | ----- | ----------- | ----------- | ---------- | ---------- | ------ | ------ |
|           | Двойки распашные |       |       |             |             |            |            |        |        |

Женщины
| Спортсмен | Дисциплина | Заезд | Заезд | Утеш. заезд | Утеш. заезд | Полуфиналы | Полуфиналы | Финалы | Финалы |
| Спортсмен | Дисциплина | Время | Место | Время       | Место       | Время      | Место      | Время  | Место  |
| --------- | ---------- | ----- | ----- | ----------- | ----------- | ---------- | ---------- | ------ | ------ |
|           | Одиночки   |       |       |             |             |            |            |        |        |

Легенда: FA=Финал А (медали); FB=Финал В; FC=Финал С; FD=Финал D; FE=Финал E; FF=Финал F; SA/B=Полуфиналы A/B; SC/D=Полуфиналы C/D; SE/F=Полуфиналы E/F; QF=Четвертьфиналы; R=Утешительные заезды

## Борьба
ЮАР завоевала одно место в мужской олимпийский турнир по вольной борьбе на Африкано-Океанском квалификационном турнире 2024 года в Каире, Египет.
Вольная борьба
| Спортсмен        | Категория        | 1/8 финала         | Четвертьфиналы     | Полуфиналы         | Утешит. поединки   | Финал /За 3 место  | Финал /За 3 место |
| Спортсмен        | Категория        | Соперник Результат | Соперник Результат | Соперник Результат | Соперник Результат | Соперник Результат | Место             |
| ---------------- | ---------------- | ------------------ | ------------------ | ------------------ | ------------------ | ------------------ | ----------------- |
| Николас де Ланге | Мужчины до 97 кг |                    |                    |                    |                    |                    |                   |

## Велоспорт

### Шоссейные велогонки
ЮАР получила по рейтингу UCI одно место в мужской и два места в женской групповых гонках на шоссе, а также одно место в женской индивидуальной гонке с раздельным стартом.
Мужчины
| Спортсмен | Дисциплина      | Время | Место |
| --------- | --------------- | ----- | ----- |
|           | Групповая гонка |       |       |

Женщины
| Спортсмен | Дисциплина                 | Время | Место |
| --------- | -------------------------- | ----- | ----- |
|           | Групповая гонка            |       |       |
|           |                            |       |       |
|           | Гонка с раздельным стартом |       |       |

### Маунтинбайк
ЮАР завоевала по одному месту в мужские и женские соревнования по маунтинбайку на Чемпионате Африки по маунтинбайку 2023 года в Йоханнесбурге, ЮАР.
| Спортсмен | Категория | Время | Место |
| --------- | --------- | ----- | ----- |
|           | Мужчины   |       |       |
|           | Женщины   |       |       |

## Гимнастика спортивная
ЮАР получила одно индивидуальное место в женский турнир по спортивной гимнастике на Чемпионате мира по спортивной гимнастике 2023 года в Антверпене, Бельгия.

### Женщины
| Спортсмен         | Дисциплина | Квалификация | Квалификация | Квалификация | Квалификация | Квалификация | Квалификация | Финал   | Финал   | Финал   | Финал   | Финал | Финал |
| Спортсмен         | Дисциплина | Снаряды      | Снаряды      | Снаряды      | Снаряды      | Всего        | Место        | Снаряды | Снаряды | Снаряды | Снаряды | Всего | Место |
| Спортсмен         | Дисциплина | ОП           | РБ           | Б            | В            | Всего        | Место        | ОП      | РБ      | Б       | В       | Всего | Место |
| ----------------- | ---------- | ------------ | ------------ | ------------ | ------------ | ------------ | ------------ | ------- | ------- | ------- | ------- | ----- | ----- |
| Кейтлин Роскрантц | Многоборье |              |              |              |              |              |              |         |         |         |         |       |       |

## Гребля на байдарках и каноэ

### Гладкая вода
ЮАР завоевала право выставить две лодки в соревнованиях по гребле на байдарках и каноэ на гладкой воде по результатам Африканской квалификационной регаты 2023 года в Абудже, Нигерия.
Мужчины
| Спортсмен | Дисциплина       | Заезды | Заезды | Четвертьфиналы | Четвертьфиналы | Полуфиналы | Полуфиналы | Финалы | Финалы |
| Спортсмен | Дисциплина       | Время  | Место  | Время          | Место          | Время      | Место      | Время  | Место  |
| --------- | ---------------- | ------ | ------ | -------------- | -------------- | ---------- | ---------- | ------ | ------ |
|           | Байдарка-2 500 м |        |        |                |                |            |            |        |        |

Женщины
| Спортсмен | Дисциплина       | Заезды | Заезды | Четвертьфиналы | Четвертьфиналы | Полуфиналы | Полуфиналы | Финалы | Финалы |
| Спортсмен | Дисциплина       | Время  | Место  | Время          | Место          | Время      | Место      | Время  | Место  |
| --------- | ---------------- | ------ | ------ | -------------- | -------------- | ---------- | ---------- | ------ | ------ |
|           | Байдарка-2 500 м |        |        |                |                |            |            |        |        |

## Конный спорт
ЮАР получила одно место в личных соревнованиях в троеборье в соответствии с олимпийским рейтингом FEI.

### Троеборье
| Спортсмен | Лошадь        | Дисциплина | Выездка | Выездка | Кросс | Кросс | Кросс | Конкур       | Конкур       | Конкур       | Конкур | Конкур | Конкур | Всего | Всего |
| Спортсмен | Лошадь        | Дисциплина | Выездка | Выездка | Кросс | Кросс | Кросс | Квалификация | Квалификация | Квалификация | Финал  | Финал  | Финал  | Всего | Всего |
| Спортсмен | Лошадь        | Дисциплина | Штраф   | Место   | Штраф | Всего | Место | Штраф        | Всего        | Место        | Штраф  | Всего  | Место  | Штраф | Место |
| --------- | ------------- | ---------- | ------- | ------- | ----- | ----- | ----- | ------------ | ------------ | ------------ | ------ | ------ | ------ | ----- | ----- |
|           | Личный турнир |            |         |         |       |       |       |              |              |              |        |        |        |       |       |

## Легкая атлетика
Легкоатлеты ЮАР выполнили нормативы для участия в Играх 2024 года, пройдя прямую квалификацию или по мировому рейтингу, в следующих соревнованиях (максимум по 3 спортсмена в каждом). 
Беговые дисциплины
Мужчины
| Спортсмен        | Дисциплина | Забеги    | Забеги | Утеш. забеги | Утеш. забеги | Полуфиналы | Полуфиналы | Финал     | Финал |
| Спортсмен        | Дисциплина | Результат | Место  | Результат    | Место        | Результат  | Место      | Результат | Место |
| ---------------- | ---------- | --------- | ------ | ------------ | ------------ | ---------- | ---------- | --------- | ----- |
| Акани Симбайн    | 100 м      |           |        |              |              |            |            |           |       |
| Люксоло Адамс    | 200 м      |           |        |              |              |            |            |           |       |
| Уэйд ван Никерк  | 400 м      |           |        |              |              |            |            |           |       |
| Закити Нене      | 400 м      |           |        |              |              |            |            |           |       |
| Цепо Цит         | 1500 м     |           |        |              |              |            |            |           |       |
| Адриан Вилдсхютт | 5000 м     |           |        | —            | —            | —          | —          |           |       |
| Адриан Вилдсхютт | 10000 м    |           |        | —            | —            | —          | —          |           |       |
| Стивен Мокока    | Марафон    | —         | —      | —            | —            | —          | —          |           |       |

Женщины
| Спортсмен         | Дисциплина | Забеги    | Забеги | Утеш. забеги | Утеш. забеги | Полуфиналы | Полуфиналы | Финал     | Финал |
| Спортсмен         | Дисциплина | Результат | Место  | Результат    | Место        | Результат  | Место      | Результат | Место |
| ----------------- | ---------- | --------- | ------ | ------------ | ------------ | ---------- | ---------- | --------- | ----- |
| Прюденс Секгодисо | 800 м      |           |        |              |              |            |            |           |       |
| Марион Фури       | 100 м с/б  |           |        |              |              |            |            |           |       |
| Герда Штейн       | Марафон    | —         | —      | —            | —            | —          | —          |           |       |
| Киан Олдноу       | Марафон    | —         | —      | —            | —            | —          | —          |           |       |
| Ирветт ван Зейл   | Марафон    | —         | —      | —            | —            | —          | —          |           |       |

Технические дисциплины
Мужчины
| Спортсмен       | Дисциплина     | Полуфиналы | Полуфиналы | Финал     | Финал |
| Спортсмен       | Дисциплина     | Результат  | Место      | Результат | Место |
| --------------- | -------------- | ---------- | ---------- | --------- | ----- |
| Йован ван Вюрен | Прыжки в длину |            |            |           |       |

## Плавание
Южноафриканские пловцы выполнили требования для участия в нижеследующих дисциплинах плавательного турнира Олимпиады (максимум два пловца, выполнивших Олимпийский квалификационный норматив (OST) или, возможно, Олимпийский рассматриваемый норматив (OCT)). 
Мужчины
| Спортсмен | Дисциплина       | Заплывы | Заплывы | Полуфиналы | Полуфиналы | Финал | Финал |
| Спортсмен | Дисциплина       | Время   | Место   | Время      | Место      | Время | Место |
| --------- | ---------------- | ------- | ------- | ---------- | ---------- | ----- | ----- |
|           | 100 м на спине   |         |         |            |            |       |       |
|           | 200 м на спине   |         |         |            |            |       |       |
|           | 100 м баттерфляй |         |         |            |            |       |       |
|           |                  |         |         |            |            |       |       |
|           | 200 м баттерфляй |         |         |            |            |       |       |
|           | 200 м комплекс   |         |         |            |            |       |       |

Женщины
| Спортсмен     | Дисциплина          | Заплывы | Заплывы | Полуфиналы | Полуфиналы | Финал | Финал |
| Спортсмен     | Дисциплина          | Время   | Место   | Время      | Место      | Время | Место |
| ------------- | ------------------- | ------- | ------- | ---------- | ---------- | ----- | ----- |
|               | 100 м брасс         |         |         |            |            |       |       |
|               | 200 м брасс         |         |         |            |            |       |       |
|               |                     |         |         |            |            |       |       |
|               | 100 м баттерфляй    |         |         |            |            |       |       |
|               | 200 м комплекс      |         |         |            |            |       |       |
| Амика де Ягер | 10 км открытая вода | —       | —       | —          | —          |       |       |

## Прыжки в воду
ЮАР завоевала одно место в женских прыжках с 3-метрового трамплина на Чемпионате мира по водным видам спорта 2023 года в Фукуоке, Япония.
| Спортсмен | Дисциплина                  | Квалификация | Квалификация | Полуфинал | Полуфинал | Финал | Финал |
| Спортсмен | Дисциплина                  | Баллы        | Место        | Баллы     | Место     | Баллы | Место |
| --------- | --------------------------- | ------------ | ------------ | --------- | --------- | ----- | ----- |
|           | Женщины 3-метровый трамплин |              |              |           |           |       |       |

## Регби-7
Женская команда ЮАР по регби-7 завоевала право на участие в олимпийском турнире, выиграв Африканский квалификационный турнир 2023 года в Тунисе.
| Команда | Соревнование   | Групповая стадия | Групповая стадия | Групповая стадия | Групповая стадия | Четвертьфиналы | Полуфиналы    | Финал / Матч за 3 место | Финал / Матч за 3 место |
| Команда | Соревнование   | Соперник Счёт    | Соперник Счёт    | Соперник Счёт    | Место            | Соперник Счёт  | Соперник Счёт | Соперник Счёт           | Место                   |
| ------- | -------------- | ---------------- | ---------------- | ---------------- | ---------------- | -------------- | ------------- | ----------------------- | ----------------------- |
| ЮАР     | Женский турнир |                  |                  |                  |                  |                |               |                         |                         |

### Женский турнир
Состав команды
- Команда из 12 игроков

## Сёрфинг
Южноафриканские сёрферы завоевали два места в мужские соревнования по сёрфингу по результатам Мировой лиги сёрфинга 2023 года. Еще одно место в женские соревнования ЮАР получила по результатам Всемирных игр со сёрфингу 2023 года.
| Спортсмен          | Категория | 1 раунд | 1 раунд | 2 раунд | 2 раунд | 3 раунд            | Четвертьфинал      | Полуфинал          | Финал / За 3 место | Финал / За 3 место |
| Спортсмен          | Категория | Счёт    | Место   | Счёт    | Место   | Соперник Результат | Соперник Результат | Соперник Результат | Соперник Результат | Место              |
| ------------------ | --------- | ------- | ------- | ------- | ------- | ------------------ | ------------------ | ------------------ | ------------------ | ------------------ |
| Джорди Смит        | Мужчины   |         |         |         |         |                    |                    |                    |                    |                    |
| Мэттью Макджилврей | Мужчины   |         |         |         |         |                    |                    |                    |                    |                    |
| Сара Баум          | Женщины   |         |         |         |         |                    |                    |                    |                    |                    |

## Спортивное скалолазание
ЮАР завоевала по одному месту во всех дисциплинах олимпийского турнира по спортивному скалолазанию по результатам Африканской квалификации 2023 года в Претории, ЮАР.
Комбинация боулдеринга и лазания на трудность
| Спортсмен            | Категория | Квалификация | Квалификация | Квалификация | Квалификация | Квалификация | Квалификация | Квалификация | Финал      | Финал      | Финал     | Финал     | Финал     | Финал | Финал |
| Спортсмен            | Категория | Боулдеринг   | Боулдеринг   | Трудность    | Трудность    | Трудность    | Всего        | Место        | Боулдеринг | Боулдеринг | Трудность | Трудность | Трудность | Всего | Место |
| Спортсмен            | Категория | Результат    | Место        | Зацеп        | Время        | Место        | Всего        | Место        | Результат  | Место      | Зацеп     | Время     | Место     | Всего | Место |
| -------------------- | --------- | ------------ | ------------ | ------------ | ------------ | ------------ | ------------ | ------------ | ---------- | ---------- | --------- | --------- | --------- | ----- | ----- |
| Мел Янс ван Ренсбург | Мужчины   |              |              |              |              |              |              |              |            |            |           |           |           |       |       |
| Лорен Мухейбир       | Женщины   |              |              |              |              |              |              |              |            |            |           |           |           |       |       |

Лазание на скорость
| Спортсмен     | Категория | Квалификация | Квалификация | 1/8 финала     | Четвертьфиналы | Полуфиналы     | Финал / За 3 место | Финал / За 3 место |
| Спортсмен     | Категория | Время        | Место        | Соперник Время | Соперник Время | Соперник Время | Соперник Время     | Место              |
| ------------- | --------- | ------------ | ------------ | -------------- | -------------- | -------------- | ------------------ | ------------------ |
| Джошуа Брюинз | Мужчины   |              |              |                |                |                |                    |                    |
| Аня Холдер    | Женщины   |              |              |                |                |                |                    |                    |

## Стрельба из лука
ЮАР получила одно место на участие в мужском личном турнире по результатам Африканского континентального квалификационного турнира 2023 года в Набуле, Тунис.
| Спортсмен | Дисциплина                        | Предварительный раунд | Предварительный раунд | 1/64          | 1/32          | 1/16          | Четвертьфиналы | Полуфиналы    | Финал / За 3 место | Финал / За 3 место |
| Спортсмен | Дисциплина                        | Результат             | Посев                 | Соперник Счет | Соперник Счет | Соперник Счет | Соперник Счет  | Соперник Счет | Соперник Счет      | Место              |
| --------- | --------------------------------- | --------------------- | --------------------- | ------------- | ------------- | ------------- | -------------- | ------------- | ------------------ | ------------------ |
|           | Мужчины индивидуальное первенство |                       |                       | 0             |               |               |                |               |                    |                    |

## Хоккей на траве
Мужская и женская сборные ЮАР по хоккею на траве завоевали право участвовать в олимпийских турнирах, выиграв Африканские квалификационные турниры 2023 года.
| Команда | Соревнование   | Групповая стадия | Групповая стадия | Групповая стадия | Групповая стадия | Четвертьфиналы | Полуфиналы    | Финал / За 3 место | Финал / За 3 место |
| Команда | Соревнование   | Соперник Счёт    | Соперник Счёт    | Соперник Счёт    | Место            | Соперник Счёт  | Соперник Счёт | Соперник Счёт      | Место              |
| ------- | -------------- | ---------------- | ---------------- | ---------------- | ---------------- | -------------- | ------------- | ------------------ | ------------------ |
| ЮАР     | Мужской турнир |                  |                  |                  |                  |                |               |                    |                    |
| ЮАР     | Женский турнир |                  |                  |                  |                  |                |               |                    |                    |

### Мужской турнир
Состав команды
- Команда из 16 игроков

### Женский турнир
Состав команды
- Команда из 16 игроков